# Obsesionario (Black Edition)
Obsesionario Black Edition es una edición especial del álbum de estudio Obsesionario del grupo musical argentino Tan Biónica. Fue lanzado a la venta el 31 de julio de 2014. Junto a Destinología Black Edition forma parte de la serie "Black Edition" publicada por el grupo en 2014.

## Álbum

### CD+DVD
El álbum cuenta con los mismos sencillos que Obsesionario, no obstante incluye el «Himno Satidagurdam Sim», juego de palabras que al revés significa "Himno Mis Madrugaditas", utilizado en el Obsesionario Tour que sería la instrumental del sencillo «Ecos y Sombras». Además, cuenta con DVD «Ella» y «Beautiful» del show del 8 de diciembre de 2012 en Avenida Pampa y Figueroa Alcorta (CABA), «Obsesionario en La Mayor» del show del 3 de noviembre de 2013 en Ciudad del Rock, «Loca» del show del 7 de febrero de 2014 en el Centro de Convenciones de Salta, y un videoclip inédito de «La Suerte Esta Echada».

## Lista de canciones
| Obsesionario (Black Edition) |                                         |               |               |          |  |
| N.º                          | Título                                  | Letras        | Música        | Duración |  |
| 1.                           | «Himno Satidagurdam Sim» (Instrumental) |               | Tan Bionica   | 1:14     |  |
| 2.                           | «Ella»                                  | Chano         | Chano · Bambi | 3:47     |  |
| 3.                           | «Beautiful»                             | Chano         | Chano · Bambi | 3:38     |  |
| 4.                           | «Obsesionario en La Mayor»              | Chano         | Chano · Bambi | 4:27     |  |
| 5.                           | «Loca»                                  | Chano         | Chano · Bambi | 3:29     |  |
| 6.                           | «El duelo»                              | Chano         | Chano · Bambi | 4:04     |  |
| 7.                           | «Dominguicidio»                         | Chano         | Chano · Bambi | 4:33     |  |
| 8.                           | «Pastillitas del olvido»                | Chano · Bambi | Chano · Bambi | 4:36     |  |
| 9.                           | «La suerte está echada»                 | Chano · Bambi | Chano · Bambi | 4:27     |  |
| 10.                          | «La comunidad»                          | Tan Biónica   | Tan Biónica   | 3:43     |  |
| 11.                          | «Perdida»                               | Chano · Diega | Bambi · Diega | 3:08     |  |
| 12.                          | «El color del ayer»                     | Chano · Seby  | Chano · Seby  | 3:39     |  |
| 13.                          | «Pétalos»                               | Chano         | Chano · Bambi | 3:48     |  |
| 48:40                        |                                         |               |               |          |  |

## Créditos

### CD
Tan Biónica
- Chano: voz, coros, piano.
- Diega: batería, percusión, programaciones, coros.
- Seby: guitarras, coros.
- Bambi: bajo, coros, sintetizadores, programaciones, guitarras.

Músicos invitados
- Daniel Suárez: voz en «Pastillitas del Olvido».
- Pepe Céspedes: guitarra acústica en «Obsesionario en La Mayor» y «Loca».
- Oscar Righi: guitarra eléctrica en «Loca» y «La Comunidad».
- Manuel Uriona: percusión en «El Duelo» y «Pastillitas del Olvido»

Producción
- Pepe Céspedes, Oscar Righi y Tan Biónica

Producción ejecutiva
- Tan Biónica, Universal Music y Pirca Records.

Grabación y mezcla
- Grabado y mezclado en Estudios Del Cielito, Buenos Aires, Argentina.
- Ingenieros de grabación: Eduardo Pereyra, Emiliano Sasal, Martín Pomares y Leo Ghernetti.
- Ingeniero de edición: Emiliano Sasal.
- Mezcla: Emiliano Sasal (tema 1), Eduardo Pereyra (temas 2, 4, 6, 8, 11 y 13) y Martín Pomares (temas 3, 5, 7, 9, 10 y 12).
- Masterizado por Eduardo Pereyra en Mamma´s House.
- Asistentes de estudio: Martín Mariño y Leo Ghernetti.
- Drum tech: Alejandro Pensa.
- Asistente de bajos y guitarras: Julio Furno.

Otros
- Diseño: Tan Biónica y Cecilia Malvezzi.
- Adaptación: Ariel Rivas.
- Fotografía: Guido Adler.
- Prólogo: Sebastián Espósito.

### DVD
- Filmado, grabado y mezclado entre diciembre de 2012 y febrero de 2014, en distintos shows en vivo de Tan Biónica.
- Edición de videos en vivo: Refugio Films.
- Grabación, edición, mezcla y mastering: Emiliano Sasal.
- Dirección del videoclip "La Suerte Esta Echada": Juan Chappa.

## Videos musicales
- «Ella» (2010)
- «Beautiful» (2011)
- «Obsesionario en La Mayor» (2011)
- «Loca» (2011)
- «Pétalos» (2012)